# Vîla-Earuzki, Cernivți
Vîla-Earuzki (în ucraineană Вила-Ярузькі) este localitatea de reședință a comunei Vîla-Earuzki din raionul Cernivți, regiunea Vinnița, Ucraina.

## Demografie
Componența lingvistică a localității Vîla-Earuzki
     Ucraineană (97,67%)
     Rusă (2,14%)
Conform recensământului din 2001, majoritatea populației localității Vîla-Earuzki era vorbitoare de ucraineană (97,67%), existând în minoritate și vorbitori de rusă (2,14%).